# Маямі (Техас)
Маямі (англ. Miami) — місто (англ. city) в США, в окрузі Робертс штату Техас. Населення — 539 осіб (2020).

## Географія
Маямі розташоване за координатами 35°41′32″ пн. ш. 100°38′30″ зх. д. / 35.69222° пн. ш. 100.64167° зх. д. (35.692311, -100.641565).  За даними Бюро перепису населення США в 2010 році місто мало площу 3,03 км², уся площа — суходіл.

### Клімат
| Клімат : Маямі          | Клімат : Маямі | Клімат : Маямі | Клімат : Маямі | Клімат : Маямі | Клімат : Маямі | Клімат : Маямі | Клімат : Маямі | Клімат : Маямі | Клімат : Маямі | Клімат : Маямі | Клімат : Маямі | Клімат : Маямі | Клімат : Маямі |
| Показник                | Січ.           | Лют.           | Бер.           | Квіт.          | Трав.          | Черв.          | Лип.           | Серп.          | Вер.           | Жовт.          | Лист.          | Груд.          | Рік            |
| Абсолютний максимум, °C | 28,3           | 29,4           | 33,3           | 36,7           | 39,4           | 42,2           | 41,7           | 40,0           | 40,0           | 37,2           | 31,1           | 26,7           | 42,2           |
| Середній максимум, °C   | 9,4            | 11,3           | 15,9           | 21,0           | 25,6           | 30,2           | 33,0           | 32,3           | 28,0           | 21,9           | 15,3           | 9,3            | 21,1           |
| Середній мінімум, °C    | −4,9           | −3,3           | 0,5            | 5,3            | 11,1           | 16,2           | 18,9           | 18,5           | 13,9           | 7,2            | 0,6            | −4,5           | 6,6            |
| Абсолютний мінімум, °C  | −20            | −21,7          | −16,1          | −8,3           | −1,1           | 7,2            | 10,6           | 8,3            | −0,6           | −11,1          | −13,3          | −22,2          | −21,7          |
| Норма опадів, мм        | 18             | 18             | 41             | 52             | 76             | 92             | 69             | 70             | 54             | 51             | 27             | 22             | 590            |
| ----------------------- | -------------- | -------------- | -------------- | -------------- | -------------- | -------------- | -------------- | -------------- | -------------- | -------------- | -------------- | -------------- | -------------- |

## Демографія
Згідно з переписом 2010 року, у місті мешкало 597 осіб у 235 домогосподарствах у складі 179 родин. Густота населення становила 197 осіб/км².  Було 268 помешкань (88/км²).
Расовий склад населення:
| - 94,1 % — білих - 0,5 % — корінних американців - 0,2 % — чорних або афроамериканців - 0,2 % — азіатів - 2,8 % — осіб інших рас |

До двох чи більше рас належало 2,2 %. Частка іспаномовних становила 7,9 % від усіх жителів.
За віковим діапазоном населення розподілялося таким чином: 24,3 % — особи молодші 18 років, 58,3 % — особи у віці 18—64 років, 17,4 % — особи у віці 65 років та старші. Медіана віку мешканця становила 41,0 року. На 100 осіб жіночої статі у місті припадало 95,1 чоловіків;  на 100 жінок у віці від 18 років та старших — 97,4 чоловіків також старших 18 років.
Середній дохід на одне домашнє господарство  становив 61 623 долари США (медіана — 55 000), а середній дохід на одну сім'ю — 74 297 доларів (медіана — 65 000). За межею бідності перебувало 1,6 % осіб, у тому числі 2,2 % дітей у віці до 18 років та 4,3 % осіб у віці 65 років та старших.
Цивільне працевлаштоване населення становило 257 осіб. Основні галузі зайнятості: освіта, охорона здоров'я та соціальна допомога — 25,3 %, сільське господарство, лісництво, риболовля — 9,3 %, роздрібна торгівля — 8,9 %.